# Diogo de Oliveira Figueiredo
Diogo de Oliveira Figueiredo (Rio de Janeiro, 1º de junho de 1926 — Rio de Janeiro, 7 de fevereiro de 2018) foi um general do Exército Brasileiro.

## Biografia

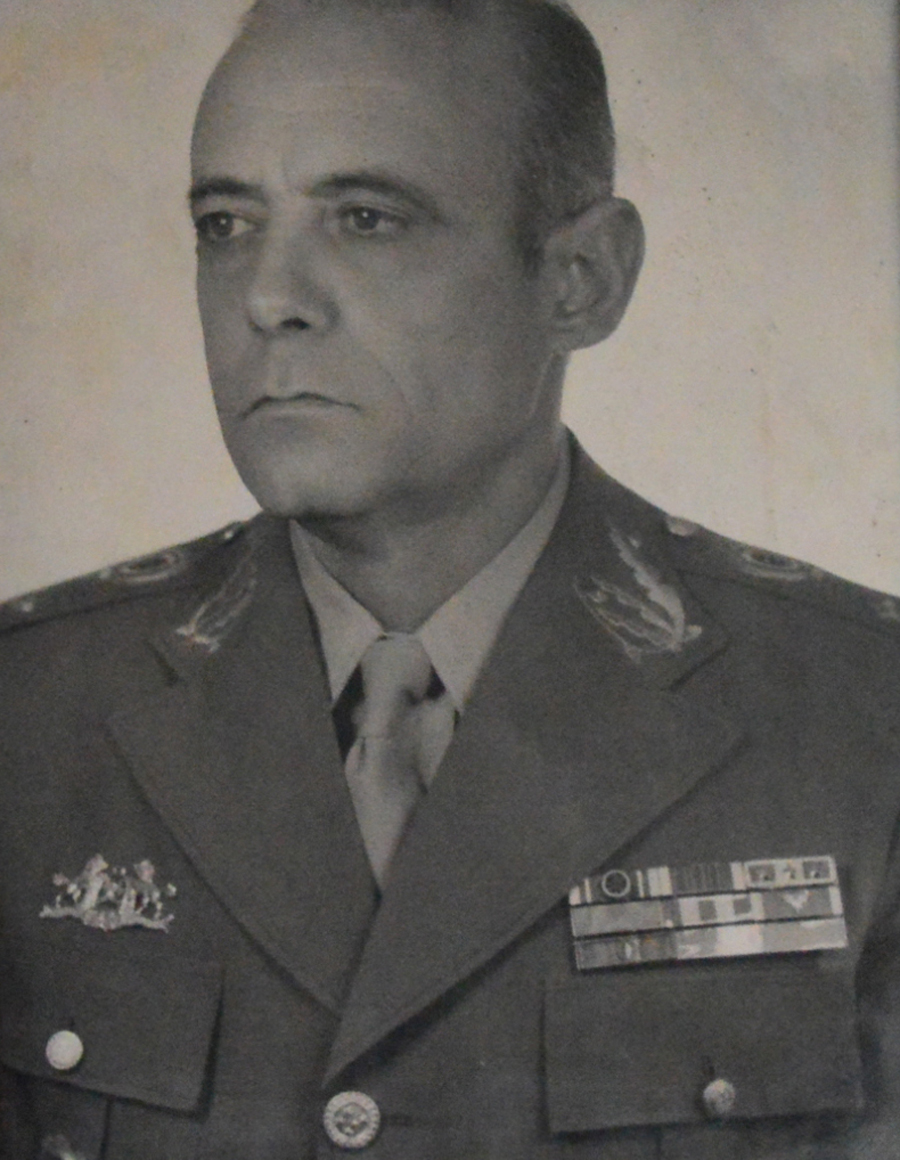
Retrato na galeria dos ex-comandantes da ECEME

Diogo de Oliveira Figueiredo nasceu em 1º de junho de 1926, no Rio de Janeiro, filho de Euclides de Oliveira Figueiredo e de Valentina Silva de Oliveira Figueiredo, sendo o de menor idade dentre seis irmãos.
O seu avô João Batista de Oliveira Figueiredo, homônimo de seu irmão o ex-presidente João Figueiredo Neto, foi servidor do Tesouro Nacional e também atuou na Guerra do Paraguai. Ele também foi um dos que contribuíram para organizar o então inédito serviço de intendência militar no Exército Imperial Brasileiro.
Seu pai, Euclides Figueiredo, era opositor de Getúlio Vargas desde a Revolução de 1930 e participou da Revolução Constitucionalista de 1932, tendo sido preso e posteriormente exilado com sua família em Portugal e depois na Argentina. Mais tarde, já no período do Estado Novo, o seu pai viria a ser novamente preso por estar supostamente envolvido em conspirações contra o regime. Em 1945, após o fim do regime do Estado Novo] o seu pai foi eleito deputado constituinte pela UDN e participou da então Assembléia Nacional Constituinte para a aprovação da Constituição de 1946.
Alguns de seus irmãos também seguiram a carreira militar e também atingiram o generalato, como o ex-presidente e general João Batista de Oliveira Figueiredo Neto e Euclydes de Oliveira Figueiredo Filho. Outro notório irmão foi o escritor premiado Guilherme Figueiredo. Os seus outros dois irmãos eram Luiz Felipe e Maria Luiza De Oliveira Figueiredo.
O general era casado com Eliane Abreu de Oliveira Figueiredo, com quem teve quatro filhos, que deram ao casal oito netos.

### Carreira militar
Em 1941, Diogo Figueiredo se matriculou no Colégio Militar do Rio de Janeiro e em seguida ingressou na Escola Militar do Realengo em 13 de março de 1943, onde realizou curso para o oficialato e lá tendo escolhido a arma da cavalaria. Em 11 de agosto de 1945, concluiu o curso e foi declarado Aspirante-a-Oficial da arma de Cavalaria.
Em janeiro de 1965 foi promovido por merecimento a coronel. Entre 1º de fevereiro de 1971 e 29 de março de 1973 comandou o então 19º Regimento de Cavalaria Escola, atual 2º Regimento de Cavalaria de Guardas "Regimento Andrade Neves" sediado na Villa Militar, no Rio de janeiro.
Em abril de 1977 foi promovido a general-de-brigada e comandou entre 27 de Março de 1977 a 26 de janeiro de 1979 a 2ª Brigada de Cavalaria Mecanizada. Após esse período, entre 7 de fevereiro de 1979 e 2 de fevereiro de 1982, comandou a Escola de Comando e Estado-Maior do Exército. Em dezembro de 1981 foi promovido a general-de-divisão e nomeado para comandar a 3ª Divisão de Exército, situada em Santa Maria, no Rio Grande do Sul. Em janeiro de 1983 foi nomeado para comandar a 1ª Divisão do Exército, no Rio de Janeiro. Ainda em 1983, chegou a assumir interinamente em algumas ocasiões o comando do 1º Exército, sediado na capital fluminense.
Defendia a neutralidade da instituição militar sobre assuntos políticos. Afirmou que "o Exército não é nem oposição nem governo, é uma instituição. De modo que para nós é totalmente indiferente essa situação", após ser indagado em fevereiro de 1983 sobre a eleição de Leonel Brizola para o governo do Rio de Janeiro, um político notadamente crítico às Forças Armadas Brasileiras naquela ocasião.
Em abril de 1985 foi nomeado chefe do Departamento de Material Bélico, cargo que ocupou até passar para a reserva militar, em 1988. Naquela ocasião, o presidente eleito indiretamente, Tancredo Neves, havia sido internado em estado grave e teve a sua posse a presidência inviabilizada. Sobre esse fato o então general-de-divisão Diogo Figueiredo lamentou: "Veja o drama do Brasil. Sai um presidente doente e entra outro doente. Meu irmão entrou sadio, um atleta, e saiu com problemas na coluna e uma safena no coração. E esse, antes mesmo de assumir, ficou doente." Naquela oportunidade se disse aliviado ao ver o irmão fora da Presidência da República e de estar se sentindo um "peixe fora d'água" ao assumir funções burocráticas decorrente do novo comando, também se definiu como pouco afeito à política assim como seria a própria instituição militar, segundo o general.
Em julho de 1986, foi promovido a general de exército. Em maio de 1988 foi nomeado pelo Presidente da República José Sarney para integrar o conselho da Ordem do Mérito Militar.
Faleceu em 7 de fevereiro de 2018, na cidade do Rio de Janeiro, tendo sido velado no Memorial do Carmo situado também na capital fluminense, e em seguida cremado e sepultado com honras, conforme comunicado oficial do 2º Regimento de Cavalaria de Guarda, unidade que comandou na década de 1970.